# Liste der Naturdenkmale in Altweidelbach
Die Liste der Naturdenkmale in Altweidelbach nennt die im Gemeindegebiet von Altweidelbach ausgewiesenen Naturdenkmale (Stand 13. Mai 2024).

## Naturdenkmale
| Nr.         | Bezeichnung               | Lage                                                  | Beschreibung              | Bild                                    |
| ----------- | ------------------------- | ----------------------------------------------------- | ------------------------- | --------------------------------------- |
| ND-7140-082 | Linde vor der Kirche      | Hauptstraße, Ecke Lindenweg Lage                      | Tilia sp. (im Bild links) | Fotos hochladen                         |
| ND-7140-083 | Eiche (Waldabteilung 15a) | nördlich des Ortes; Abteilung Im Brühlberg Lage       | Quercus sp.               | Direkt Bild zu diesem Denkmal hochladen |
| ND-7140-084 | Eiche (Waldabteilung 14c) | nördlich des Ortes; Abteilung Am Argenthaler Weg Lage | Quercus sp.               | Direkt Bild zu diesem Denkmal hochladen |